# Мармарік (річка)
Мармарік (вірм. Մարմարիկ) — річка, що протікає у Вірменії, на півночі марзу Котайк, є правою притокою річки Раздан. Протяжність річки становить 28 км, водний басейн має площу 418 км², з них 13% складають лісові масиви, основним живленням є талі води. Річка протікає на висоті близько 1700 метрів, середньорічна витрата води становить 5,2 м³. На річці збудовано Мармаріцьке водосховище.
Басейн річки охоплює 12 населених пунктів, зокрема місто-курорт Цахкадзор.